# Rød arve
Rød Arve (Anagallis arvensis) er en 5-20 cm høj urt, der i Danmark vokser som ukrudt på agerjord, affaldspladser og ved bebyggelse. Arten er kendt for sine røde eller blå blomster, der kun er åbne i solskin og i tidsrummet kl. 7-14. Den kaldes også Rød Pimpernel eller grine til middag.

## Beskrivelse
Rød Arve er en enårig plante med en nedliggende til opstigende vækst. Stænglerne er glatte og forgrenede med ustilkede blade, der er modsat stillede og ægformede med hel rand. Oversiden er græsgrøn med forsænkede, buede bladribber, mens undersiden er en smule lysere og forsynet med brune prikker.
Blomstringen sker i juli-september, men kun i kraftig belysning (deraf tilnavnet "Grine-til-middag"). Blomsterne sidder enkeltvis på lange stilke fra bladhjørnerne, og de er regelmæssige med 5 røde eller blå kronblade. Frugten er en rund buddike med mange frø.
Rodnettet er svagt og består af mange fine trævlerødder.
Højde x bredde og årlig tilvækst: 0,10 x 0,25 m (10 x 25 cm/år).

## Voksested
Arten var oprindeligt knyttet til tørre, lysåbne områder i Mellemøsten og ved Middelhavet. Den er siden blevet spredt med korndyrkning overalt i Europa og Nordamerika.
I Danmark findes Rød Arve i hele landet på næringsrig, leret muldbund på agerjord, strandbredder, affaldspladser og ved bebyggelse.
Endnu i dag findes den dog på sin naturlige biotop i Palm Islands Nature Reserve ved Libanons kyst. Her vokser den sammen med bl.a. Fransk Anemone, Harehale, Hvidløg, Kapers, Korn-Valmue, Liden Tusindgylden, Liden Tvetand, Limonium angustifolium, Mamelukærme, Skærm-Vortemælk og Strand-Mandstro.

## Underarter
- Rød Arve (Anagallis arvensis ssp. arvensis) er den normale form med røde kronblade. Meget almindelig.
- Blå Arve (Anagallis arvensis ssp. foemina) er en sjælden form med blå kronblade. Sjælden. Især på muldbund i haver og affaldspladser.

## Trivia
Blomsten er også emblem for (og giver navn til) den fiktive helt Den røde Pimpernel, titelpersonen i skuespil og romaner af Emmuska Orczy.
Blomsten er Øvli-slægtens mærke. Oprindelig brugt af slægtens ældste, væbner Jes Persen, Malling, som seglmærke i 1470, bæres nu som emblem af medlemmer af slægten.